# Lettow-Vorbeck

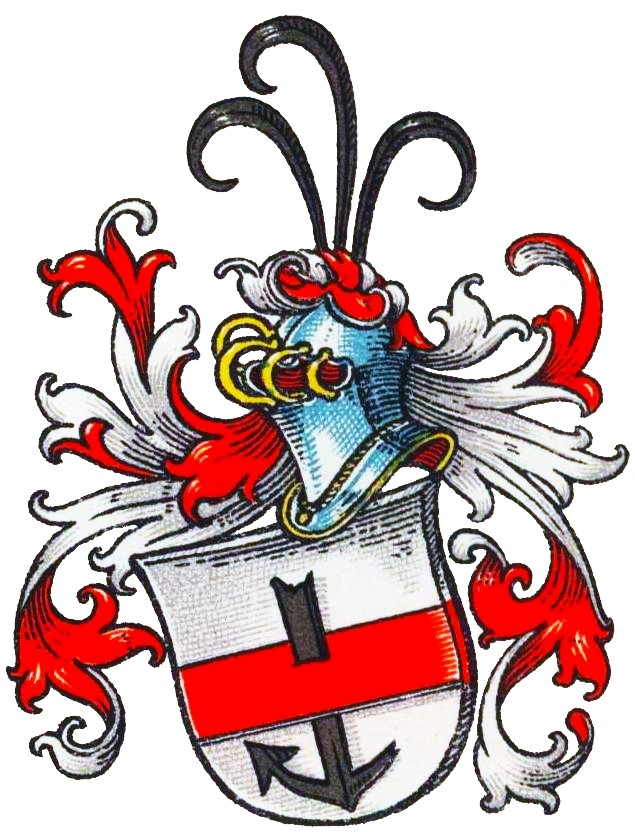
Wappen derer von Lettow-Vorbeck im Wappenbuch des Westfälischen Adels

Lettow-Vorbeck ist der Name eines pommerschen Uradelsgeschlechts aus Hinterpommern.

## Geschichte
Als Ahnherr der Familie ist Witzke von Vorbeck auf Anteil Tempelburg 1330 urkundlich erwähnt. Seine Stammreihe beginnt mit Erdmann v. Vorbeck 1350, 1365, mit Sitz in Pommern. Der Name Lettow wurde 1364 und 1409 erstmals erwähnt und wurde allmählich Hauptname. Bis Mitte des 15. Jahrhunderts nannten sich alle Familienmitglieder Lettow, im 17. Jahrhundert auch Vorbek Lettow. In den unterschiedlichen Linien und Zweigen wurden die verschiedenen Namen gleichzeitig geführt. Daher wurde auf Antrag der Familie am 30. März 1891 der Gesamtfamilie vom Preußischen Heroldsamt Berlin die Genehmigung zur Führung des Namens von Lettow-Vorbeck erteilt.
Die Mitglieder der Familie Lettow bewirtschafteten in ihrer großen Mehrzahl Güter, waren Offiziere und stellten auch häufig Generäle. Der Familienbesitz lag in Hinterpommern und umfasste etwa zwanzig Güter im Kreis Rummelsburg. Auch in anderen Teilen Pommerns besaß die Familie zahlreiche Güter als Lehen der Herzöge von Pommern, später der Kurfürsten von Brandenburg und Könige von Preußen. Durch den Dreißigjährigen Krieg ging viel von dem Besitz verloren. Friedrich der Große belehnte den General Heinrich Wilhelm von Lettow mit mehreren Gütern in der Gegend von Naugard und gab ihm auch das im selben Kreise gelegene Gut Wangeritz als freien Besitz. Ebenfalls war das Rittergut Altmühl bei Pielburg im Kreis Neustettin ein allodialer Besitz, hier kurzzeitig Eigentum der Adele (Adelheid) von Lettow-Vorbeck-Groß Reetz (1867–1949), später auf Schlochow. Durch den Zweiten Weltkrieg verlor die Familie ihren gesamten Landbesitz.

## Wappen

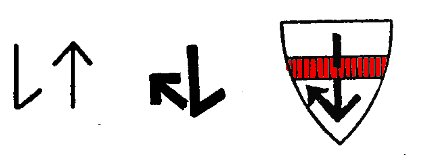
Bildung des Wappens der Familie von Lettow-Vorbeck aus Runen

Das Wappen weist im Schild einen roten Balken auf, durch den pfahlweise ein oben und am linken Arme gestümmelter schwarzer Anker gesteckt ist. Auf dem Helm, der mit rot-silbernen Decken versehen ist, befinden sich 3 schwarze Reiherfedern.
Der zugehörige Wappenspruch lautet: Bricht der Anker, hält der Mann.

### Wappensage
Die Wappensage erklärt in Versform die Bedeutung des Ankers im Wappen der Vorbecks sowie das Auftauchen des weiteren Namens Lettow wegen der kriegerischen Verdienste eines Vorbecks im "Lettenland": Dieser Vorbeck hat infolge eines Sturmes auf der Ostsee einen Ankerbruch erlitten und das Schiff sicher durch den Sturm gesteuert. Zu Erinnerung daran führte er im Wappen einen zerbrochenen Anker. Da weder dieses Ereignis noch eine Seefahrertradition belegt ist, stellt der Anker vermutlich eine verfeinerte Binderune dar, die sich aus der Laguz-Rune ᛚ und der Tyr-Rune ᛏ zusammensetzt. Deren Lautwerte "L" und "T" bilden das Konsonantengerüst des Namens Lettow.

## Bekannte Familienmitglieder
- Witzke von Vorbeck (* um 1379), war Gutsherr auf Groß und Klein Schwirsen, Drawehn, Karzenburg, Klenzin und Plötzig, Polnischer Starost, Rat des Herzogs Bogislaw IX., vermählt mit Anna Osten aus Woldenburg[3]
- Maciej Vorbek-Lettow (1593–1663), Medizinstudent in Padua, beteiligt am Friauler Krieg, Leibarzt von König Władysław IV. Wasa, Chronist, Bürgermeister von Wilna
- Krzysztof Wiktoryn Zbigniew Vorbek Lettow  (1621–1691), Offizier der Grenztruppen im Großfürstentum Litauen, Oberst der Kavallerie, Landrichter, Landtagsabgeordneter, Sohn von Maciej Vorbek-Lettow
- Aleksander Jerzy Vorbek Lettow (1642–1707), Offizier der Grenztruppen im Großfürstentum Litauen, Abgeordneter zum Sejm, jüngster Sohn von Maciej Vorbek-Lettow
- Ewald George von Lettow (1698–1777),  preußischer Oberst, Chef des Garnisonregiments No. IV
- George Ulrich von Lettow (1714–1792), preußischer Rittergutsbesitzer und Landrat des Kreises Greifenberg
- Heinrich Wilhelm von Lettow (1714–1793), preußischer Generalmajor
- Werner Ernst von Lettow (1738–1789), preußischer Rittergutsbesitzer, Landrat des Kreises Conitz und Kriegs- und Domänenrat
- Karl Ernst Ludwig von Lettow (1746–1826), preußischer General
- Georg Wilhelm von Lettow (1762–1842), preußischer Generalleutnant, Kommandeur der 4. Infanterie-Brigade
- Paul Karl von Lettow-Vorbeck (1832–1919), preußischer General der Infanterie
- Hermann von Lettow-Vorbeck (1835–1913), preußischer General der Infanterie, Verfasser der Familienchronik von 1877
- Moritz von Lettow-Vorbeck (1835–1920), preußischer Generalmajor
- Max von Lettow-Vorbeck (1837–1912), preußischer Generalmajor[4]
- Oskar von Lettow-Vorbeck (1839–1904), preußischer Generalmajor und Militärhistoriker
- Paul von Lettow-Vorbeck (1870–1964), deutscher General der Infanterie (Afrika-General), Politiker (DNVP) und Schriftsteller
- Friedrich von Lettow (1872–1945), preußischer Offizier und Schriftsteller[5]
- Kurt von Lettow-Vorbeck (1879–1960), preußischer Landrat, Generaldirektor des Berliner Pfandbriefamtes
- Christa von Lettow-Vorbeck (1881–1945), Berliner Malerin[6]
- Gerd von Lettow-Vorbeck (1902–1974), Jagdschriftsteller und Schriftleiter beim Paul Parey Verlag
- Nicolas Bogislav von Lettow-Vorbeck (* 1984), Schriftsteller[7]